# Alfred Henry Paget
Lord Alfred Henry Paget (Lichfield, 26 giugno 1816 – Londra, 24 agosto 1888) è stato un politico britannico.

## Biografia
Nato nel 1816, era il quarto figlio di Henry Paget, I marchese di Anglesey; intraprese la carriera militare come tenente nelle Royal Horse Guards e nel 1854 giunse al grado di tenente colonnello. Contrariamente a suo padre (membro dei Tory) Paget fu membro del Partito Liberale e deputato per il collegio di Lichfield alla Camera dei comuni dal 1837 al 1865, quando fu battuto dal conservatore Richard Dyott.
Nel 1847 sposò Cecilia Wyndham (1830-1893), seconda figlia di George Thomas Wyndham di Cromer Hall, Norfolk; i loro figli furono:
- Violet Mary (1847-1908);
- Victoria Alexandrina (1848-1859);
- Evelyn Cecilia (1849-1904);
- Alberta Victoria (1849-1945);
- Alice Maud (1850-1825);
- Alexandra Harriet (1850-1944), sposò Edward Colebrooke, I barone Colebrooke;
- Guinevere Eva (1851-1894);
- Arthur Henry Fitzroy Paget (1851-1928);
- Alfred Wyndham (1852-1918);
- George Thomas Cavendish (1853-1939);
- Gerald Cecil Stewart (1854-1913);
- Sydney Augustus (1857-1916);
- Amy Olivia (1858-1948);
- Almeric Hugh (1861-1949).

Ci furono due coppie di gemelli: Evelyn Cecilia e Alberta Victoria e Guinevere Eva e Arthur Henry Fitzroy.
Paget fu Chief Equerry and Clerk Marshal della regina Vittoria dal 1846 al 1859.
Visse al numero 42 di Grosvenor Place di Londra e frequentò il club White's e fu inoltre direttore del North Staffordshire Railway Company dal gennaio 1854 al febbraio 1875.

## Ascendenza
|                                             |                                    |                   | Genitori                          |  |  | Nonni |  |  | Bisnonni                         |  |  | Trisnonni                     |  |
|                                             |                                    |                   |                                   |  |  |       |  |  | Sir Nicholas Bayly, II baronetto |  |  | Sir Edward Bayly, I baronetto |  |
|                                             |                                    |                   |                                   |  |  |       |  |  | Sir Nicholas Bayly, II baronetto |  |  | Sir Edward Bayly, I baronetto |  |
|                                             |                                    | Dorothy Lambart   |                                   |  |  |       |  |  | Sir Nicholas Bayly, II baronetto |  |  |                               |  |
| Henry Paget, I conte di Uxbridge            |                                    |                   |                                   |  |  |       |  |  | Sir Nicholas Bayly, II baronetto |  |  |                               |  |
|                                             |                                    | Caroline Paget    | Thomas Paget                      |  |  |       |  |  |                                  |  |  |                               |  |
|                                             |                                    | Caroline Paget    | Thomas Paget                      |  |  |       |  |  |                                  |  |  |                               |  |
|                                             |                                    | Caroline Paget    | Mary Whitcombe                    |  |  |       |  |  |                                  |  |  |                               |  |
| Henry William Paget, I marchese di Anglesey |                                    | Caroline Paget    |                                   |  |  |       |  |  |                                  |  |  |                               |  |
|                                             |                                    | Arthur Champagne  | Josias Champagne                  |  |  |       |  |  |                                  |  |  |                               |  |
|                                             |                                    | Arthur Champagne  | Josias Champagne                  |  |  |       |  |  |                                  |  |  |                               |  |
|                                             |                                    | Arthur Champagne  | Lady Jane Forbes                  |  |  |       |  |  |                                  |  |  |                               |  |
| Jane Champagné                              |                                    | Arthur Champagne  |                                   |  |  |       |  |  |                                  |  |  |                               |  |
|                                             |                                    | Marianne Hamon    | Isaac Hamon                       |  |  |       |  |  |                                  |  |  |                               |  |
|                                             |                                    | Marianne Hamon    | Isaac Hamon                       |  |  |       |  |  |                                  |  |  |                               |  |
|                                             |                                    | Marianne Hamon    | Deborah                           |  |  |       |  |  |                                  |  |  |                               |  |
| Lord Alfred Henry Paget                     |                                    | Marianne Hamon    |                                   |  |  |       |  |  |                                  |  |  |                               |  |
|                                             | Charles Cadogan, II barone Cadogan | Henry Cadogan     |                                   |  |  |       |  |  |                                  |  |  |                               |  |
|                                             | Charles Cadogan, II barone Cadogan | Henry Cadogan     |                                   |  |  |       |  |  |                                  |  |  |                               |  |
|                                             | Charles Cadogan, II barone Cadogan | Bridget Waller    |                                   |  |  |       |  |  |                                  |  |  |                               |  |
| Charles Cadogan, I conte Cadogan            | Charles Cadogan, II barone Cadogan |                   |                                   |  |  |       |  |  |                                  |  |  |                               |  |
|                                             |                                    | Elizabeth Sloane  | Sir Hans Sloane, I baronetto      |  |  |       |  |  |                                  |  |  |                               |  |
|                                             |                                    | Elizabeth Sloane  | Sir Hans Sloane, I baronetto      |  |  |       |  |  |                                  |  |  |                               |  |
|                                             |                                    | Elizabeth Sloane  | Elizabeth Langley Rose            |  |  |       |  |  |                                  |  |  |                               |  |
| Lady Charlotte Cadogan                      |                                    | Elizabeth Sloane  |                                   |  |  |       |  |  |                                  |  |  |                               |  |
|                                             |                                    | Charles Churchill | Charles Churchill                 |  |  |       |  |  |                                  |  |  |                               |  |
|                                             |                                    | Charles Churchill | Charles Churchill                 |  |  |       |  |  |                                  |  |  |                               |  |
|                                             |                                    | Charles Churchill | Anne Oldfield                     |  |  |       |  |  |                                  |  |  |                               |  |
| Mary Churchill                              |                                    | Charles Churchill |                                   |  |  |       |  |  |                                  |  |  |                               |  |
|                                             |                                    | Lady Mary Walpole | Robert Walpole, I conte di Orford |  |  |       |  |  |                                  |  |  |                               |  |
|                                             |                                    | Lady Mary Walpole | Robert Walpole, I conte di Orford |  |  |       |  |  |                                  |  |  |                               |  |
|                                             |                                    | Lady Mary Walpole | Mary Skerritt                     |  |  |       |  |  |                                  |  |  |                               |  |
|                                             |                                    | Lady Mary Walpole |                                   |  |  |       |  |  |                                  |  |  |                               |  |